# Oecia
Oecia é um gênero de traça pertencente à família Agonoxenidae.